# Ноттінгем (Нью-Гемпшир)
Ноттінгем (англ. Nottingham) — місто (англ. town) в США, в окрузі Рокінґгем штату Нью-Гемпшир. Населення — 5229 осіб (2020).

## Демографія
Згідно з переписом 2010 року, у місті мешкало 4785 осіб у 1734 домогосподарствах у складі 1369 родин. Було 1986 помешкань
Расовий склад населення:
| - 96,9 % — білих - 1,1 % — азіатів - 0,4 % — чорних або афроамериканців - 0,3 % — корінних американців |

До двох чи більше рас належало 1,1 %. Частка іспаномовних становила 1,2 % від усіх жителів.
За віковим діапазоном населення розподілялося таким чином: 24,6 % — особи молодші 18 років, 66,8 % — особи у віці 18—64 років, 8,6 % — особи у віці 65 років та старші. Медіана віку мешканця становила 40,5 року. На 100 осіб жіночої статі у місті припадало 102,5 чоловіків;  на 100 жінок у віці від 18 років та старших — 101,2 чоловіків також старших 18 років.
Середній дохід на одне домашнє господарство  становив 122 845 доларів США (медіана — 103 348), а середній дохід на одну сім'ю — 133 403 долари (медіана — 106 935). Медіана доходів становила 69 297 доларів для чоловіків та 47 232 долари для жінок. За межею бідності перебувало 1,3 % осіб, у тому числі 0,6 % дітей у віці до 18 років та 3,3 % осіб у віці 65 років та старших.
Цивільне працевлаштоване населення становило 3094 особи. Основні галузі зайнятості: роздрібна торгівля — 21,8 %, освіта, охорона здоров'я та соціальна допомога — 17,3 %, виробництво — 12,5 %, науковці, спеціалісти, менеджери — 8,8 %.